# Micrurus spixii
Micrurus spixii é uma espécie de cobra-coral, um elapídeo do gênero Micrurus. É uma coral tricolor de grande porte, medindo entre 80 e 110 cm. M. spixii é a maior cobra-coral do mundo, com 1,6 m de comprimento. Cabeça com topo vermelho e focinho de cor branca e preta. Corpo com anéis vermelhos amplos separados por tríades de anéis pretos (entre 4 e 9) que podem ser unir. Ocorre nas bacias do rio Amazonas, rio Orinoco, e Nordeste brasileiro.